# Packshot

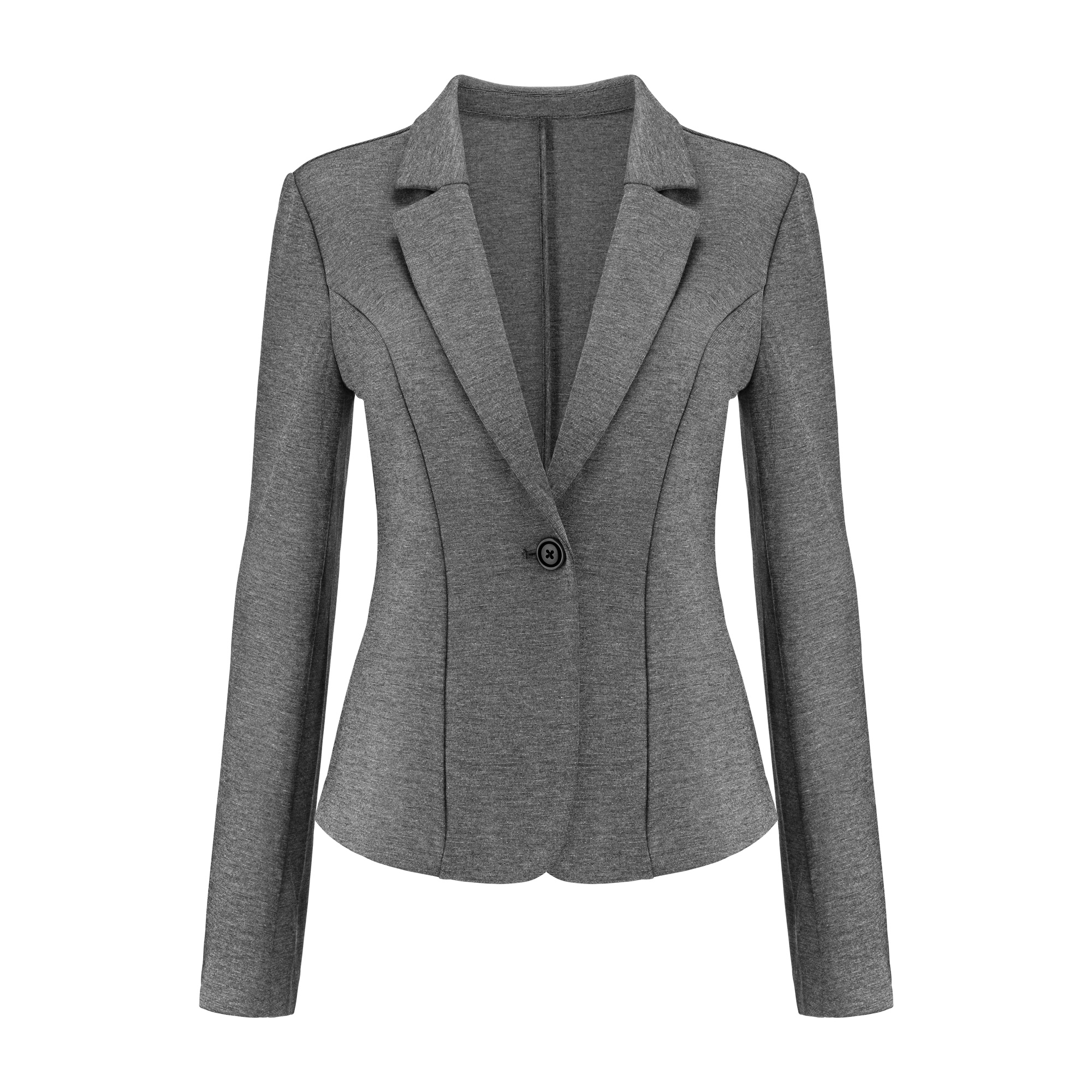
Packshot odzieży typu duch

Packshot – używany w branży reklamowej termin określający przedstawienie produktu za pomocą statycznego lub ruchomego obrazu.
Interaktywne packshoty, tzw. obrotowe, uzyskuje się wykonując sekwencję zdjęć, pokazującą produkt pod różnymi kątami, którą następnie składa się w prezentację. Tego typu packshoty najczęściej używane są w e-commerce.
Statyczny obraz powinien rzetelnie odwzorowywać fotografowany przedmiot. Do tego typu prezentacji używa się białego tła, stołu lub namiotu bezcieniowego, gdyż ułatwiają one późniejszą obróbkę i korzystanie z materiałów graficznych. Przed przystąpieniem do zdjęć, produkt jest odpowiednio przygotowywany i precyzyjnie oświetlany w studiu. Dopełnieniem tych działań na drodze do powstania profesjonalnego packshotu jest postprodukcja i ewentualna optymalizacja związana z kanałem jego wykorzystania.

Przykład fotografii obrotowej produktu 360 stopni

Często wykorzystywaną formą packshotu przy prezentacji odzieży jest zdjęcie „duch”. Wykonywany na specjalnym manekinie z odłączanymi elementami tak aby stworzyć wrażenie niewidocznej postaci.
W zakresie handlu elektronicznego, packshoty umożliwiają obejrzenie obiektów w 3D (animacje 3D). Dzięki serii zdjęć jesteśmy w stanie wygenerować widok sferyczny lub pół sferyczny. Istnieje ponadto możliwość zobaczenia oraz manipulowania obiektami we wszystkich możliwych ujęciach, ze zwiększonym realizmem. Im więcej animacja posiada osi, tym więcej animacja zawiera ujęć:
Six degrees of freedom (6DoF)
.
W odniesieniu do spotu reklamowego, terminem packshot, określa się zwyczajowo ostatnie kilka sekund filmu – finalną prezentację produktu wraz z hasłem promocyjnym kampanii. Na packshocie pojawiają się także obowiązujące producenta informacje prawne (np. w przypadku lekarstw), logotyp i slogan producenta.
Te ostatnie sekundy działają jak finał filmu – zapadają w pamięć i pointują przekaz.
Dla producentów prezentacja produktu jest bardzo ważnym elementem promocji, dlatego często do packshotów wykonywana jest atrapa produktu tzw. mockup. Taka atrapa jest zazwyczaj wykonana z lepszego materiału, ma intensywniejsze kolory, lepiej odbija światło i ma większy logotyp. Często pominięte są na niej, niewidoczne na ekranie telewizora lub w prasie, informacje dodatkowe, istniejące na prawdziwym opakowaniu. Wraz z rozwojem technologii animacji 3D przedstawienia produktów wykonywane są coraz częściej w całości w studiu graficznym.
Reklamy producentów nieposiadających realnego produktu (np. kanały telewizyjne, telekomunikatory, usługi internetowe, a także reklamy społeczne) – zamiast produktu eksponują np. hasło kampanii czy logotyp. Ta część również nazywana jest packshotem, chociaż etymologicznie nie jest to poprawne.
Regulacje prawne coraz dokładniej określają jak przedstawiony może być produkt w reklamie, by uniemożliwiać wprowadzenie konsumenta w błąd – co do wielkości produktu, zawartości czy właściwości. Zapobiega to idealizowaniu wizerunku produktu.
Producenci kierujący komunikację do młodych konsumentów coraz częściej urealniają produkt na packshocie – pokazują produkt częściowo wykorzystany, zgnieciony lub nawet tylko puste opakowanie.